# Società Sportiva Cassino 2006-2007
Questa voce raccoglie le informazioni riguardanti  la Società Sportiva Cassino nelle competizioni ufficiali della stagione 2006-2007.

## Rosa
| N. |                    | Ruolo | Calciatore          |
| -- | ------------------ | ----- | ------------------- |
| -  | Italia (bandiera)  | C     | Imperio Carcione    |
| -  | Italia (bandiera)  | A     | Nicolino Crisci     |
| -  | Camerun (bandiera) | D     | Fabrice Deffo       |
| -  | Italia (bandiera)  | D     | Francesco Di Nunzio |
| -  | Italia (bandiera)  | D     | Gianluca Esposito   |
| -  | Italia (bandiera)  | C     | Stefano Gallone     |
| -  | Italia (bandiera)  | A     | Guido Gatti         |
| -  | Italia (bandiera)  | A     | Giancarlo Improta   |
| -  | Italia (bandiera)  | C     | Giacomo Iozzi       |
| -  | Italia (bandiera)  | D     | Vincenzo La Manna   |
| -  | Italia (bandiera)  | A     | Luca Migliorelli    |
| -  | Italia (bandiera)  | D     | Luca Nardone        |

| N. |                    | Ruolo | Calciatore              |
| -- | ------------------ | ----- | ----------------------- |
| -  | Italia (bandiera)  | D     | Daniel Niccolini        |
| -  | Nigeria (bandiera) | A     | Eric Chukwunyelu Obinna |
| -  | Italia (bandiera)  | D     | Alessandro Padovani     |
| -  | Italia (bandiera)  | A     | Marco Parasmo           |
| -  | Italia (bandiera)  | D     | Morris Pascale          |
| -  | Italia (bandiera)  | A     | Marco Pau               |
| -  | Italia (bandiera)  | C     | Angelo Raia             |
| -  | Italia (bandiera)  | C     | Giovanni Rallo          |
| -  | Italia (bandiera)  | C     | Sebastiano Risi         |
| -  | Italia (bandiera)  | P     | Andrea Rossi            |
| -  | Italia (bandiera)  | C     | Mauro Salvagno          |
| -  | Italia (bandiera)  | P     | Antonino Saviano        |